# Ревизлате (Новара)
Ревизлате је насеље у Италији у округу Новара, региону Пијемонт.
Према процени из 2011. у насељу је живело 578 становника. Насеље се налази на надморској висини од 355 м.